# Currie Cup (Cricket)
Der Currie Cup ist der nationale First-Class-Cricket-Wettbewerb für Südafrika. An diesem seit 1889/90 ausgetragenen Wettbewerbes nehmen heute die 15 Provinzteams Südafrikas teil. Zwischenzeitlich spielten sechs Franchises die Meisterschaft aus, während die Provinzteams in der CSA Provincial Three-Day Competition ihren Meister austrugen. Die Meisterschaft hatte in der Vergangenheit mehrere Namen. Während Currie Cup der offizielle Name bis 1990/91 war, wurde bis 1996/97 Castle Cup und anschließend Supersport Series verwendet. Seit der Saison 2012/13 hieß der Wettbewerb Sunfoil Series und seit der Saison 2019/20 CSA 4-Day Series.

## Geschichte

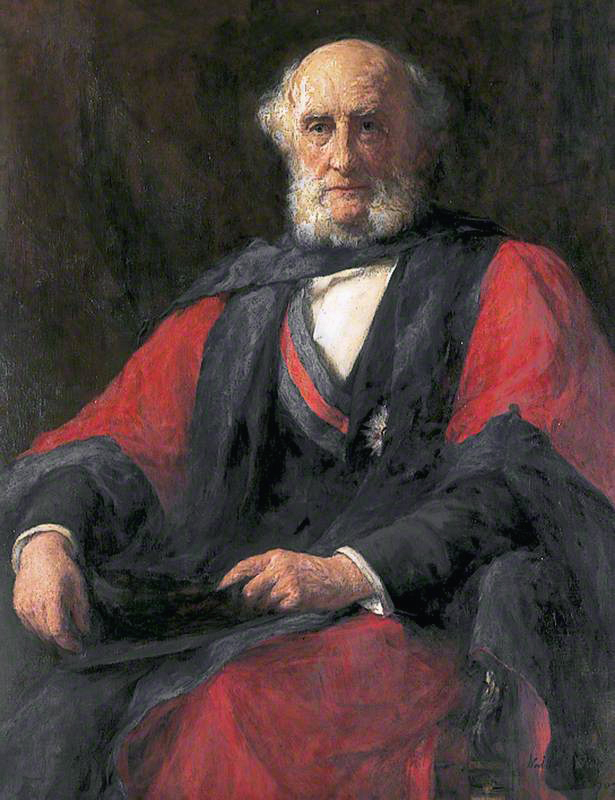
Donald Currie stiftete sowohl im Cricket als auch im Rugby den Currie Cup

Der Currie Cup wurde durch Donald Currie gestiftet als England in der Saison 1888/89 das erste Mal eine Tour in Südafrika bestritt. Als erste Mannschaft konnte sich Kimberley den Pokal sichern, da es bei den Tour-Spielen am besten gegen die englische Mannschaft abschneiden konnte. Im Folgejahr spielten Kimberley und Transvaal erstmals den Pokal in einem Spiel aus und Transvaal gewann mit 6 Wickets. Im Folgejahr gewann Kimberley die gleiche Begegnung, bevor das Turnier in der Saison 1891/92 ausgesetzt wurde und anschließend mit Western Province ein drittes Team hinzukam. Während des Zweiten Burenkriegs wurden zwischen 1898 und 1902 der Cup nicht ausgetragen, ebenso wie zur Zeit des Ersten Weltkriegs (1913–20) und des Zweiten Weltkriegs (1938–46). Auch fand der Wettbewerb bis in die 1960er Jahre dann nicht statt, wenn die englische Nationalmannschaft in Südafrika tourte.
Während der 1970er und 1980er Jahre wurde im nationalen südafrikanischen Wettbewerben eine hohe Qualität erreicht, als Südafrika auf Grund seiner Apartheid-Politik international isoliert wurde. Nach und nach erhöhte sich die Anzahl der Teams auf letztendlich elf.
Nachdem die südafrikanische Nationalmannschaft in der Saison 2001/02 gegen Australien sowohl die Tour daheim als auch die Tour auswärts klar verloren hatte, entschied sich der Verband die First-Class Struktur zu überarbeiten und dem australischen System anzunähern. Die bisherigen elf Provinzteams wurden durch sechs Franchises ersetzt, wodurch man sich auch finanzielle Einsparungen erhoffte. Die bisherigen Provinzteams führten ihren Spielbetrieb in einem neugeschaffenen Wettbewerb weiter. Damit es nicht zu unfairen Auswahlen in den neuen Franchises kam, entschied der Verband, welche 240 Spieler für die Franchises zur Verfügung stehen und diese konnten diese dann unter sich aufteilen. Die Saison 2003/04 die nach dem Cricket World Cup 2003 im eigenen Land stattfand und von Südafrikas Nationalmannschaft enttäuschend bestritten wurde, war die erste Saison, in der die Änderung in Kraft trat.
Zur Saison 2013/14 wurden erstmals Quoten für nicht-weiße Spieler eingeführt. War zunächst nur ein eingesetzter Spieler verpflichtend und ein weiterer der durch finanzielle Anreize gefördert wurde, änderte sich dieses nach einer Saison zu fünf Spielern. Hintergrund war die Forderung des Sportministers Fikile Mbalula, der eine schnellere Transformation im südafrikanischen Sport forderte.
Nach dem Ende der Saison 2020/21 wurde das Franchise im Rahmen der Reform des südafrikanischen Crickets aufgelöst und die 15 Provinzteams bestritten die Meisterschaft aufgeteilt in zwei Division. Dabei übernahmen einzelne Provinzen die alten Franchise-Namen.

## Mannschaften
Seit der Saison 2020/21 nehmen die folgenden Provinzteams am Wettbewerb teil, die zunächst in zwei Divisionen aufgeteilt wurden, die ab der Saison 2023/24 mit Auf- und Abstieg-System agieren.
| Team                    | Teamname | Startdivision | aktuelle Division | Sitz             |
| ----------------------- | -------- | ------------- | ----------------- | ---------------- |
| Boland                  |          | 1             | 1                 | Paarl            |
| Eastern Province        | Warriors | 1             | 1                 | Port Elizabeth   |
| Free State              | Knights  | 1             | 2                 | Bloemfontein     |
| Gauteng                 | Lions    | 1             | 1                 | Johannesburg     |
| KwaZulu-Natal           | Dolphins | 1             | 1                 | Durban           |
| Northerns               | Titans   | 1             | 1                 | Centurion        |
| North West              |          | 1             | 1                 | Potchefstroom    |
| Western Province        |          | 1             | 1                 | Kapstadt         |
| Border                  |          | 2             | 2                 | East London      |
| Easterns                |          | 2             | 2                 | Benoni           |
| KwaZulu-Natal Inland    |          | 2             | 1                 | Pietermaritzburg |
| Limpopo                 |          | 2             | 2                 | Polokwane        |
| Mpumalanga              |          | 2             | 2                 | Whiteriver       |
| Northern Cape           |          | 2             | 2                 | Kimberley        |
| South Western Districts |          | 2             | 2                 | Oudtshoorn       |

Zwischen 2004/2005 und 2020/21 nahmen sechs Franchises an der Meisterschaft teil, die im Zuge der Systemänderung im südafrikanischen Cricket die vorherigen Provinzteams an der Spitze der Mannschaftshierarchie im nationalen Cricket ablösten:
| Team                          | Provinzteams                                        | Heimstadion                          | Teilnahme seit |
| ----------------------------- | --------------------------------------------------- | ------------------------------------ | -------------- |
| Cape Cobras                   | Western Province, Boland                            | Newlands Cricket Ground              | 2004/05        |
| Dolphins                      | KwaZulu-Natal (seit 2010 auch KwaZulu-Natal Inland) | Sahara Stadium Kingsmead             | 2004/05        |
| Eagles (seit 2010/11 Knights) | Griqualand West, Free State                         | Mangaung Oval, De Beers Diamond Oval | 2004/05        |
| Highveld Lions                | North West, Gauteng                                 | Wanderers Stadium, Senwes Park       | 2004/05        |
| Titans                        | Northerns, Easterns                                 | SuperSport Park                      | 2004/05        |
| Warriors                      | Eastern Province, Border                            | St George’s Park, Buffalo Park       | 2004/05        |

Bis 2004/2005 nahmen die folgenden Provinzteams an der Meisterschaft teil:
| Team             | vorherige Bezeichnungen                     | Teilnahme seit |
| ---------------- | ------------------------------------------- | -------------- |
| Boland           |                                             | 1980/81        |
| Border           |                                             | 1897/98        |
| Easterns         | Eastern Transvaal                           | 1991/92        |
| Eastern Province |                                             | 1893/94        |
| Free State       | Orange Free State                           | 1903/04        |
| Gauteng          | Transvaal                                   | 1890/91        |
| Griqualand West  | Kimberley                                   | 1890/91        |
| KwaZulu-Natal    | Natal                                       | 1893/94        |
| Northerns        | North Eastern Transvaal, Northern Transvaal | 1937/38        |
| North West       | Western Transvaal                           | 1991/92        |
| Western Province |                                             | 1892/93        |

Bis 1979 nahm Simbabwe als Rhodesia bzw. Zimbabwe-Rhodesia am Wettbewerb teil. South Western Districts nahm für eine Saison 1904/05 am Wettbewerb teil.

## Sieger
| - 2023/24 Lions - 2022/23 Dolphins - 2021/22 Titans - 2020/21 Dolphins - 2019/20 Lions - 2018/19 Lions - 2017/18 Titans - 2016/17 Knights - 2015/16 Titans - 2014/15 Lions - 2013/14 Cape Cobras - 2012/13 Cape Cobras - 2011/12 Titans - 2010/11 Cape Cobras - 2009/10 Cape Cobras - 2008/09 Titans - 2007/08 Eagles - 2006/07 Titans - 2005/06 Titans, Dolphins - 2004/05 Eagles, Dolphins - 2003/04 Western Province - 2002/03 Easterns - 2001/02 KwaZulu-Natal - 2000/01 Western Province - 1999/2000 Gauteng - 1998/99 Western Province - 1997/98 Orange Free State - 1996/97 Natal - 1995/96 Western Province - 1994/95 Natal |  | - 1993/94 Orange Free State - 1992/93 Orange Free State - 1991/92 Eastern Province - 1990/91 Western Province - 1989/90 Eastern Province, Western Province - 1988/89 Eastern Province - 1987/88 Transvaal - 1986/87 Transvaal - 1985/86 Western Province - 1984/85 Transvaal - 1983/84 Transvaal - 1982/83 Transvaal - 1981/82 Western Province - 1980/81 Natal - 1979/80 Transvaal - 1978/79 Transvaal - 1977/78 Western Province - 1976/77 Natal - 1975/76 Natal - 1974/75 Western Province - 1973/74 Natal - 1972/73 Transvaal - 1971/72 Transvaal - 1970/71 Transvaal - 1969/70 Transvaal, Western province - 1968/69 Transvaal - 1967/68 Natal - 1966/67 Natal |  | - 1965/66 Transvaal, Natal - 1964/65 nicht ausgetragen - 1963/64 Natal - 1962/63 Natal - 1961/62 nicht ausgetragen - 1960/61 Natal - 1959/60 Natal - 1958/59 Transvaal - 1956–58 nicht ausgetragen - 1955/56 Western Province - 1954/55 Natal - 1953/54 nicht ausgetragen - 1952/53 Western Province - 1951/52 Natal - 1950/51 Transvaal - 1948–50 nicht ausgetragen - 1947/48 Natal - 1946/47 Natal - 1938–46 nicht ausgetragen - 1937/38 Transvaal, Natal - 1936/37 Natal - 1935/36 nicht ausgetragen - 1934/35 Transvaal - 1933/34 Natal - 1932/33 nicht ausgetragen - 1931/32 Western Province - 1930/31 nicht ausgetragen - 1929/30 Transvaal - 1927–29 nicht ausgetragen - 1926/27 Transvaal |  | - 1925/26 Transvaal - 1924/25 nicht ausgetragen - 1923/24 Transvaal - 1922/23 nicht ausgetragen - 1921/22 Western Province, Natal, Transvaal - 1920/21 Western Province - 1913–20 nicht ausgetragen - 1912/13 Natal - 1911/12 nicht ausgetragen - 1910/11 Natal - 1909/10 nicht ausgetragen - 1908/09 Western province - 1907/08 nicht ausgetragen - 1906/07 Transvaal - 1905/06 nicht ausgetragen - 1904/05 Transvaal - 1903/04 Transvaal - 1902/03 Transvaal - 1898–02 nicht ausgetragen - 1897/98 Western Province - 1896/97 Western Province - 1895/96 nicht ausgetragen - 1894/95 Transvaal - 1893/94 Western Province - 1892/93 Western Province - 1891/92 nicht ausgetragen - 1890/91 Kimberley - 1889/90 Transvaal |

## Siege nach Team

### Neue Provinz-Era (seit 2020/21)
- KwaZulu-Natal 2
- Northerns 1
- Gauteng 1

### Provinz-Era (2004/05 – 2019/20)
- Transvaal/Gauteng 25 plus 4 geteilt
- Natal/KwaZulu-Natal 21 plus 3 geteilt
- Western Province 18 plus 3 geteilt
- Orange Free State 3
- Eastern Province 2 plus 1 geteilt
- Kimberley 1
- Easterns 1

### Franchise-Era
- Titans 4 plus 1 geteilt
- Cape Cobras 4
- Lions 4
- Eagles/Knights 2 plus 1 geteilt
- Dolphins 1 plus 2 geteilt